# Berthame Dine
Berthame Dine (nacido el 16 de agosto de 1993 en Chigorodó, Haití) es un futbolista profesional haitiano, se desempeña en el terreno de juego como delantero, y su equipo actual es el Club Atlético San Francisco de la Liga Dominicana de Fútbol.

## Trayectoria Internacional
Berthame Dine ha integrado procesos de la selección Haití sub-23, the national team of Haití.

## Clubes
| Club                        | País                 | Año           |
| --------------------------- | -------------------- | ------------- |
| Victory SC                  | Haití                | 2009 - 2011   |
| A.S Petit Guave             | Haití                | 2012-2013     |
| Atlántico FC                | República Dominicana | 2015-2016     |
| Atlético Vega Real          | República Dominicana | 2016-2017     |
| Club Atlético San Francisco | República Dominicana | 2017-presente |